# Kerncentrale Mühleberg
De Kerncentrale van Mühleberg (Duits: Kernkraftwerk Mühleberg (KKM)) lag bij Mühleberg aan de rivier de Aare en was lange tijd een van de oudste kerncentrales van Zwitserland. Deze kerncentrale werd op 20 december 2019 buiten werking gesteld.
Via de rivier de Aare zou het meer van Biel sporen van radioactiviteit uit deze centrale hebben. De centrale heeft één actieve kokendwaterreactor (BWR). Het reactorvat werd in 1969 door RDM geleverd. Eigenaar is BKW FMB Energie AG. Men was aanvankelijk van plan om de centrale in 2022 te sluiten. Uiteindelijk volgde de uitdiensttreding reeds op 20 december 2019.
| Reactorblok | Reactortype | Vermogen | Begin bouw | Inbedrijfname | Stillegging |
| ----------- | ----------- | -------- | ---------- | ------------- | ----------- |
| Mühleberg-1 | BWR         | 373 MW   | 1966       | 1972          | 2019        |